# Зенел Хайдини
Зенел Хайдини е албански партизанин, който се бие по време на войната на Националното освободително движение през 40-те години на XX век в бивша Югославия. Той е роден в Медведжа на 24 май 1910 г.
Хайдини учи в медресеската гимназия в Медведжа и след като завършва медресето, се записва във Факултета по математически и природни науки в Белград, а след това във Философския факултет в Скопие. Става член на Комунистическата партия през 1941 г. След Априлската война и нахлуването в Кралство Югославия Хайдини прекъсва обучението си и идва в село Тупала. Той започва с кландестино работа по подготовката на въстанието. През август 1941 г. се присъединява към партизаните и се включва в партизанското отделение „Кукавица“, на името на планината Кукавица в Южна Сърбия. Участва в битката при Кукавица, в битката при Горна Яблания, в битката при Кремен, при превземането на Лесковац, Вуча, Лабана и други битки в тази част на югоизтока в триъгълника на Топлица. След началото на войната Хайдини се завръща в родината си, за да продължи дейността си като член на щаба за района на Медведжа. Той е член и на партийния щаб на Ябланица. Убит е на 7 март 1942 г. в Газдински рид, край Медведжа, в битка с четниците на Югославската армия и българските окупационни части.